# Antichrist (álbum)
Antichrist es el segundo álbum de estudio de la banda noruega de black metal Gorgoroth. El disco iba a llamarse originalmente Død (que significa muerte en noruego). Fue lanzado en 1996, y ha sido reeditado cuatro veces, dos en CD: la primera en 1999 por Century Black y la segunda remasterizada por Season of Mist en 2005; y dos en vinilo: la primera edición la hizo Agonia Records en 2005 limitado a tan sólo 1000 copias y la segunda reedición por Back on Black Records en 2006 con una foto de una guitarra firmada por Infernus incluida en cada copia.

## Listado de canciones
Toda la música compuesta por Infernus. 
| N.º   | Título                                                             | Letras         | Duración |  |
| 1.    | «En Stram Lukt av Kristent Blod» (A Rank Smell of Christian Blood) | (instrumental) | 0:20     |  |
| 2.    | «Bergtrollets Hevn» (Mountain Troll's Revenge)                     | Hat            | 3:51     |  |
| 3.    | «Gorgoroth»                                                        | Hat            | 6:04     |  |
| 4.    | «Possessed (By Satan)»                                             | Infernus       | 4:50     |  |
| 5.    | «Heavens Fall»                                                     | (instrumental) | 3:40     |  |
| 6.    | «Sorg» (Sorrow)                                                    | Hat            | 6:13     |  |
| 25:07 |                                                                    |                |          |  |

## Reedición de Season of Mist
Toda la música compuesta por Infernus. 
| N.º   | Título                           | Letras         | Duración |  |
| 1.    | «En Stram Lukt av Kristent Blod» | (instrumental) | 0:20     |  |
| 2.    | «Bergtrollets Hevn»              | Hat            | 3:51     |  |
| 3.    | «Gorgoroth»                      | Hat            | 6:04     |  |
| 4.    | «Wind»                           | (instrumental) | 0:13     |  |
| 5.    | «Possessed (By Satan)»           | Infernus       | 4:50     |  |
| 6.    | «Heavens Fall»                   | (instrumental) | 3:40     |  |
| 7.    | «Sorg»                           | Hat            | 6:13     |  |
| 25:20 |                                  |                |          |  |

## Miembros
- Hat - voz (canciones número 2, 3 y 6)
- Pest - voz (canciones número 1, 4 y 5)
- Infernus - guitarra y bajo
- Frost - batería